# ザ・ナターシャー・セブン
ザ・ナターシャー・セブンは、1970年代から1980年代前半にかけて活躍したフォークバンド。ブルーグラスやアメリカのトラディショナルフォーク、日本の民謡の他、世界各国の伝承曲をレパートリーとしていた。宵々山コンサートの開催や、107 SONG BOOKの発行を行う。メンバーは、高石ともや（友也）、城田じゅんじ（純二）、坂庭しょうご（省悟）、木田たかすけ（高介）の4名が有名。
バンド名の表記は、時期によって、「高石ともや」の先頭への付記の有無、「ナターシャー」と「ナターシャ」の違い、がある。当記事では、最も活動的であった時期の表記である「ザ・ナターシャー・セブン」とした。英語表記は THE NATARSHAR SEVEN である。当記事中は「ナターシャー」と略した。

## 活動の記録

### 結成
高石と城田の出会いがバンド結成のきっかけ。その当時、京都産業大学3回生であった城田は、既にブルーグラスのバンジョー奏者として活動を始めていた。一方、高石は、自身の音楽活動の方向性を求め、フォークソングの原点を探し求めていた頃であった。二人は意気投合し活動を共にし始める。二人を引き合わせたのはフィドル奏者の井芹誠であった。
1971年1月、高石、城田、井芹、北村謙、元マヨネーズの箕岡修の5名で「バック・ステップ・カントリーバンド」( Back Step Country Band )を編成。
1971年2月28日には、「高石ともやとザ・ナターシャー・セブン」と改名。バンド名の由来は高石が住んでいた福井県遠敷郡名田庄村（現：大飯郡おおい町名田庄）をもじったものであり、「セブン」は語呂合わせに付けた。命名は、七人の会社長の榊原詩朗による。榊原がマネージャーとプロデュースを行ない、活動を開始した。

### 最盛期
バンド結成以来、高石の妹のとし子がサポートメンバーとして参加するなどメンバーの入れ替えが頻繁にあったが、1975年から1980年初頭まで続いた、高石、城田、マヨネーズからはしだのりひことクライマックスを経て加入した坂庭、元ジャックスの木田の4名での活動が、最も安定的で活動的であった。この頃は「ザ・ナターシャー・セブン」と称していた。
1973年から始めた宵々山コンサートは毎年開催し、京都の夏の恒例行事となる。また、昼下がりコンサートや年忘れコンサートも開催された。全国各地でもコンサートや野外フェスティバルを開催。1976年、107 SONG BOOKを発行し、レコード化する。これはレコード大賞企画賞を受賞した。
1977年に自切俳人とヒューマン・ズーに、杉田二郎グループと共に参加。普段のスタイルとは違う、コミカルな楽曲と演奏を行った。これにダウン・タウン・ブギウギ・バンドを加えてJ・D・S・Nと称することもあった。J-自切俳人、S-杉田二郎、D-ダウン・タウン・ブギウギ・バンド、N-ナターシャーの意味。なお、自切俳人（じきるはいど）とは北山修の変名。
必ず一年に一回は労音巡りをしており、青函連絡船にまで乗ったこともあったため、全国区で名が知られていた。

### 衰退期
しかし、1980年2月に木田が脱退。そして間もない1980年5月に交通事故で死去。また1982年2月には、榊原がホテルニュージャパン火災で死去した。バンドを支えた2人を相次いで失ったこの頃を境に、意見の対立が顕在化し徐々にまとまりを失っていく。1983年には城田が脱退。1984年の宵々山コンサートでは、坂庭が自分のソロコーナーにおいて、再三再四、城田にステージに上がるように呼びかけたが（この時、城田が実際に会場に来ていたかどうかは不明）、結局、城田がステージに上がることはなかった。また、高石は、坂庭が城田に呼びかけているとき、ステージには現れなかった。この直後に、メンバーを入れ替えて再スタートを切ったのだが、翌年の1985年、活動を停止した。そして、宵々山コンサート自体も、同年をもって終了した（1994年に再開）。ちなみに、1985年の宵々山コンサートはナターシャーの活動停止後だったので、ナターシャーは出演していない（高石兄妹と城田はソロとして参加）。

### 期間限定リユニオン
1998年、高石のディレクティング・マネージャーを担当することになった株式会社マクランサの林正史が城田と坂庭を説得し、長年の離別を解き、ナターシャ（ーがない）・セブンの再結成を実現させた。
林は高石・城田・金海時代のナターシャのPA担当や、「春を待つ少女」のプロデューサーであるが、フォーク界の人間ではなく、海外から来日する著名なジャズミュージシャンのPAやシンセサイザーの冨田勲のプロデューサー、レーシングカー「童夢」やF1のフェラーリのマーケティング・ディレクターとしてさまざまな世界で活躍しており、彼への信頼感が再結成のきっかけとなった。再結成後は、林のディレクションによりレーコーディングやコンサート活動を積極的に展開するが、2003年12月、坂庭が癌により死去、2004年、城田が音楽活動を停止したことに伴い活動も自然消滅（城田はその後、2010年に活動を再開している）。
2011年、宵々山コンサートで1日限りの再結成。メンバーは高石、城田、金海（兼松も参加していたがメンバーとは別）。
2012年9月、「ザ・ナターシャー・セブン第二章」として、高石・城田の2人でのライブを大阪で開催。「第1回 カーターファミリーをお手本に」と銘打って、ナターシャーのレパートリーの中からカーター・ファミリーの18曲を中心に演奏した。2013年4月に「第2回 オールド・タイミーと中津川フィールドフォーク編」、同年9月に「第3回バンジョーに夢中だったあの頃、ブルーグラス編」、2014年4月に「第4回あの頃のフォークを歌おう！」を開催。2015年4月に第4回を開催の予定。

### メンバーの変遷
- 1971年1月 - 高石ともや、城田じゅんじ、井芹誠、北村謙、箕岡修がバック・ステップ・カントリーバンドを結成。数ヵ月の内に、井芹、北村、箕岡は脱退。
- 1971年4月 - 金海たかひろ（孝寛）が参加。
- 1973年 - 坂庭しょうご（省悟）が参加。金海が脱退。
- 1975年 - 木田たかすけが参加。
- 1979年 - 進藤さとひこ（了彦）が参加。
- 1980年 - 木田が脱退しソロ活動再開したが、直後に死去。
- 1981年 - 兼松ゆたか（豊）が参加。
- 1983年 - 城田が脱退し渡米。
- 1984年 - 坂庭、進藤、兼松が脱退。藤木頌子が参加し、メンバーの抜けたバンドを支えるが、1985年、活動停止。
- 1998年 - 高石、城田、坂庭でザ・ナターシャ・セブンとして活動再開。作家の東理夫がサポートメンバーとして1999年まで参加。
- 2001年 - 松田幸一がこの年のみ参加。
- 2002年 - 金海が復帰するが、この年限りで解散。
- 2003年 - 坂庭が死去。
- 2011年 - 宵々山コンサートで1日限りの再結成。メンバーは高石、城田、金海（兼松も参加していたがメンバーとは別）。
- 2012年 - 「ザ・ナターシャー・セブン第二章」として高石、城田の2人でのライブを開催。

## ザ・ナターシャー・セブンの音楽性
フォークソングの原点を求め、そして、日本のフィールドにおける実践を試みたバンドである。
ブルーグラスやアメリカン・トラディショナル・フォークをベースとしつつ、しかし、単に模倣するのではなく、日本の土地柄や文化に即して意訳をした。日本や世界各地の民謡を取り上げることもあった。
バンドは、バンジョー、ギター、マンドリン、フィドル、ベース、ピアノなどで編成し、全員がボーカルを担当。当初、電気楽器やドラムはあまり用いられていなかったが、70年代終盤あたりからは時代の趨勢もあり、コンテンポラリーな味付けもされていた。そして、コンサート、特に野外を中心として演奏を行なった。

### 107 SONG BOOK
メンバーが今まで歌ってきた歌から107曲を選び載せている。1971年5月頃から手掛け始め、楽譜の写植、版画、印刷まで全てメンバーとスタッフが手作りした。七人の会出版から1976年4月に第1版を発行、1978年にかけて第3版まで発行される。そして、自分達で行商に出かけ、楽器店やレコード店、コンサートなどで販売した。
お手本は、ニュー・ロスト・シティ・ランブラーズ（New Lost City Ramblers）の作った「ニュー・ロスト・シティ・ランブラーズ・ソングブック」（1964年）。これはアメリカの古いフォークソング（ヒルビリー）を採譜して曲集にしたものであった。
1976年4月から3ヶ月ごとに発売しながら11枚のアルバムとしても発表。この活動も含め、1978年の第21回レコード大賞で企画賞を受賞した。

## ディスコグラフィ

### シングル
| 発売日        | 面       | タイトル                                        | 規格     | 規格品番  |
| 東芝音工      | 東芝音工 | 東芝音工                                        | 東芝音工 | 東芝音工  |
| ------------- | -------- | ----------------------------------------------- | -------- | --------- |
| 1973年5月5日  | A        | 朝の四時頃                                      | EP       | ETP-2834  |
| 1973年5月5日  | B        | 私の子供たちへ                                  | EP       | ETP-2834  |
| 1972年12月1日 | A        | 近江の子守歌                                    | EP       | ETP-2773  |
| 1972年12月1日 | B        | たづるさん                                      | EP       | ETP-2773  |
| 東芝EMI       |          |                                                 |          |           |
| 1977年2月20日 | A        | 想い出の赤いヤッケ                              | EP       | ETP-10169 |
| 1977年2月20日 | B        | はじめて来た街                                  | EP       | ETP-10169 |
| 1977年7月5日  | A        | 孤独のマラソン・ランナー                        | EP       | ETP-10257 |
| 1977年7月5日  | B        | くちづけ                                        | EP       | ETP-10257 |
| 1977年12月1日 | A        | 想い出の赤いヤッケ（新録音）                    | EP       | ETP-10345 |
| 1977年12月1日 | B        | びっくりぶれいく団                              | EP       | ETP-10345 |
| 1978年5月20日 | A        | ユメカシーラ                                    | EP       | ETP-10415 |
| 1978年5月20日 | B        | 街                                              | EP       | ETP-10415 |
| 1979年7月20日 | A        | いこまいか。                                    | EP       | ETP-10614 |
| 1979年7月20日 | B        | ヘイ・ヘイ・ヘイ                                | EP       | ETP-10614 |
| 1979年7月5日  | A        | みなとのマーチ                                  | EP       | ETP-10616 |
| 1979年7月5日  | B        | 大阪四季音頭                                    | EP       | ETP-10616 |
| 1979年9月20日 | A        | バッファロー・ドリーム                          | EP       | ETP-10638 |
| 1979年9月20日 | B        | Oh!!草野球                                      | EP       | ETP-10638 |
|               | A        | 走れ!80年代のメロス達―孤独のマラソン・ランナー― | EP       | ETP-10257 |
| B             | くちづけ |                                                 | EP       | ETP-10257 |
| 1981年6月21日 | A        | 道づれは南風                                    | EP       | ETP-17172 |
| 1981年6月21日 | B        | 朝の雨                                          | EP       | ETP-17172 |
| 1982年6月     | A        | 今、風の中                                      | EP       | ETP-17345 |
| 1982年6月     | B        | 君 眠る丘                                       | EP       | ETP-17345 |

#### 非売品
| 発売日       | 面       | タイトル       | 規格     | 規格品番 |
| 立石電機     | 立石電機 | 立石電機       | 立石電機 | 立石電機 |
| ------------ | -------- | -------------- | -------- | -------- |
| 1973年5月5日 | A        | 春を待つ少女   | EP       | ETP-2834 |
| 1973年5月5日 | B        | 私の子供たちへ | EP       | ETP-2834 |

#### シングル文庫
107 SONG BOOKの完結後に、季節ごとに発売したシングルのシリーズ。
| 発売日        | No.      | 面      | タイトル                                                                   | 規格    | 規格品番  |
| 東芝EMI       | 東芝EMI  | 東芝EMI | 東芝EMI                                                                    | 東芝EMI | 東芝EMI   |
| ------------- | -------- | ------- | -------------------------------------------------------------------------- | ------- | --------- |
| 1979年11月5日 | あき 1号 | A       | 私に人生と言えるものがあるなら                                             | EP      | ETP-10640 |
| 1979年11月5日 | あき 1号 | B       | ロンドン・デリー・エア                                                     | EP      | ETP-10640 |
| 1980年1月5日  | ふゆ 2号 | A       | 時には化粧をかえてごらんなさい                                             | EP      | ETP-10662 |
| 1980年1月5日  | ふゆ 2号 | B       | ソルジャーズ・ジョイ                                                       | EP      | ETP-10662 |
| 1980年3月5日  | はる 3号 | A       | 春を待つ少女                                                               | EP      | ETP-10684 |
| 1980年3月5日  | はる 3号 | B       | ハワイ・ハマウマ湾にて (1)スティング、(2)イモ・イモ・ホクイキ、(3)ウリリエ | EP      | ETP-10684 |
| 1980年5月5日  | つゆ 4号 | A       | 明日になればね                                                             | EP      | ETP-10721 |
| 1980年5月5日  | つゆ 4号 | B       | オールド・ブラック・チューチュー                                           | EP      | ETP-10721 |
| 1980年7月5日  | なつ 5号 | A       | 君よそよ風になれ                                                           | EP      | ETP-17009 |
| 1980年7月5日  | なつ 5号 | B       | ジョギング・ソング・フォー・ユー                                           | EP      | ETP-17009 |
| 1980年12月1日 | ゆき 6号 | A       | 街                                                                         | EP      | ETP-17099 |
| 1980年12月1日 | ゆき 6号 | B       | 陽気に行こう                                                               | EP      | ETP-17099 |

### アルバム
| 発売日         | タイトル | 規格     | 規格品番            | 備考               |
| 東芝音工       | 東芝音工 | 東芝音工 | 東芝音工            | 東芝音工           |
| -------------- | --- | -------- | ------------------- | ------------------ |
| 1972年12月     | 高石ともやとザ・ナターシャー・セブン A面 1. 私を待つ人がいる 3:17 2. 陽のあたる道 2:42 3. 近江の子守唄 3:45 4. ヴィクトリー・ラグ 1:25 5. びっくりぶれいく団 2:24 6. 別れの恋唄(その2) 3:41 7. 京のわらべ唄から0:32 B面 1. たづるさん 3:09 2. 黒いちごの花 1:05 3. 谷間の虹 3:17 4. ひとりぼっちの裸の子供 3:19 5. サタデイ・ナイト 0:51 6. あしたになればね! 3:16 7. ヘイ ヘイ ヘイ 3:56 | LP       | ETP-9061            |                    |
| 1995年4月19日  | 高石ともやとザ・ナターシャー・セブン A面 1. 私を待つ人がいる 3:17 2. 陽のあたる道 2:42 3. 近江の子守唄 3:45 4. ヴィクトリー・ラグ 1:25 5. びっくりぶれいく団 2:24 6. 別れの恋唄(その2) 3:41 7. 京のわらべ唄から0:32 B面 1. たづるさん 3:09 2. 黒いちごの花 1:05 3. 谷間の虹 3:17 4. ひとりぼっちの裸の子供 3:19 5. サタデイ・ナイト 0:51 6. あしたになればね! 3:16 7. ヘイ ヘイ ヘイ 3:56 | CD       | TOCT-8857           |                    |
| 2003年9月10日  | 高石ともやとザ・ナターシャー・セブン A面 1. 私を待つ人がいる 3:17 2. 陽のあたる道 2:42 3. 近江の子守唄 3:45 4. ヴィクトリー・ラグ 1:25 5. びっくりぶれいく団 2:24 6. 別れの恋唄(その2) 3:41 7. 京のわらべ唄から0:32 B面 1. たづるさん 3:09 2. 黒いちごの花 1:05 3. 谷間の虹 3:17 4. ひとりぼっちの裸の子供 3:19 5. サタデイ・ナイト 0:51 6. あしたになればね! 3:16 7. ヘイ ヘイ ヘイ 3:56 | CD       | TOCT-25164          | 紙ジャケット仕様。 |
| 2013年7月10日  | 高石ともやとザ・ナターシャー・セブン A面 1. 私を待つ人がいる 3:17 2. 陽のあたる道 2:42 3. 近江の子守唄 3:45 4. ヴィクトリー・ラグ 1:25 5. びっくりぶれいく団 2:24 6. 別れの恋唄(その2) 3:41 7. 京のわらべ唄から0:32 B面 1. たづるさん 3:09 2. 黒いちごの花 1:05 3. 谷間の虹 3:17 4. ひとりぼっちの裸の子供 3:19 5. サタデイ・ナイト 0:51 6. あしたになればね! 3:16 7. ヘイ ヘイ ヘイ 3:56 | 配信     | AAC 128/320kbps     |                    |
| 2013年7月10日  | 高石ともやとザ・ナターシャー・セブン A面 1. 私を待つ人がいる 3:17 2. 陽のあたる道 2:42 3. 近江の子守唄 3:45 4. ヴィクトリー・ラグ 1:25 5. びっくりぶれいく団 2:24 6. 別れの恋唄(その2) 3:41 7. 京のわらべ唄から0:32 B面 1. たづるさん 3:09 2. 黒いちごの花 1:05 3. 谷間の虹 3:17 4. ひとりぼっちの裸の子供 3:19 5. サタデイ・ナイト 0:51 6. あしたになればね! 3:16 7. ヘイ ヘイ ヘイ 3:56 | 配信     | FLAC｜44.1kHz/16bit |                    |
| 2016年12月28日 | 高石ともやとザ・ナターシャー・セブン A面 1. 私を待つ人がいる 3:17 2. 陽のあたる道 2:42 3. 近江の子守唄 3:45 4. ヴィクトリー・ラグ 1:25 5. びっくりぶれいく団 2:24 6. 別れの恋唄(その2) 3:41 7. 京のわらべ唄から0:32 B面 1. たづるさん 3:09 2. 黒いちごの花 1:05 3. 谷間の虹 3:17 4. ひとりぼっちの裸の子供 3:19 5. サタデイ・ナイト 0:51 6. あしたになればね! 3:16 7. ヘイ ヘイ ヘイ 3:56 | CD       | UPCY-7216           |                    |
| 東芝EMI        | |          |                     |                    |
| 1982年         | ヒット・エンド・ラン A面 1. 今、風の中 2. 少年 3. グッディ・グッドラック 4. ちょっとだけ恋人 5. 再会 B面 1. せめて今夜だけ 2. ボーモント・ラグ 3. ミー・アンド・ボビー・マギー 4. 母のふるさと 5. 見知らぬ世界 | LP       | ETP-90167           |                    |
| 2016年12月28日 | ヒット・エンド・ラン A面 1. 今、風の中 2. 少年 3. グッディ・グッドラック 4. ちょっとだけ恋人 5. 再会 B面 1. せめて今夜だけ 2. ボーモント・ラグ 3. ミー・アンド・ボビー・マギー 4. 母のふるさと 5. 見知らぬ世界 | CD       | UPCY-7224           |                    |
| マクランサ     | |          |                     |                    |
| 1998年         | 再会。 1. 再会 2. 谷間の虹 3. 君眠る丘 4. 天国の岸辺 5. 陽気に行こう 6. 陽のあたる道 | CD       | MAC-8               |                    |
| 2000年         | 「序」 1. よそ者のブルース 2. 私を待つ人がいる 3. ナターシャーのテーマ 4. オールド・ジョー・クラーク 5. 別れの恋歌 その1 6. 近江の子守唄 7. 森かげの花 8. たづるさん 9. 時には化粧を変えてごらん 10. 陽気に行こう 11. ほっちょせ節 12. クリップル・クリーク 13. 東京のブルース 14. さっちゃん 15. ヘイ・ヘイ・ヘイ 16. 春を待つ少女（ボーナス・トラック）                                 | CD       | MAC-12              |                    |

#### ライブ・アルバム
※　宵々山コンサートは、宵々山コンサート#ディスコグラフィを参照。
椛の湖ピクニック
| 発売日         | タイトル                                                        | レーベル                 | 規格 | 規格品番     |
| -------------- | --------------------------------------------------------------- | ------------------------ | ---- | ------------ |
| 1978年         | '78 いこまいか。椛の湖ピクニック 1987年8月5日のコンサート録音。 | 東芝EMI                  | LP   | ETP-60310-11 |
| 2016年12月28日 | '78 いこまいか。椛の湖ピクニック 1987年8月5日のコンサート録音。 | ユニバーサルミュージック | CD   | UPCY-7220-21 |
| 1979年         | '79 いこまいか。椛の湖ピクニック                                | 東芝EMI                  | LP   | ETP-60341-42 |
| 2016年12月28日 | '79 いこまいか。椛の湖ピクニック                                | ユニバーサルミュージック | CD   | UPCY7222-23  |

フィールド・フォーク
我夢土下座とのコンサート録音を中心に構成されたアルバム。
| 発売日         | タイトル | 規格     | 規格品番            | 備考               |
| 東芝音工       | 東芝音工 | 東芝音工 | 東芝音工            | 東芝音工           |
| -------------- | --- | -------- | ------------------- | ------------------ |
| 1973年3月      | フィールド・フォーク Vol.1 FROM 中津川 1972年12月の我夢土下座リサイタルの録音。 A面 1. ほっちょせ節（中津川民謡） 2. 野茨と鳩 白秋詩集<野茨と鳩>より 3. 川下りブラック・ジャック 4. いの字の唄 5. 海に向って 6. 付知の子守唄 7. 私の子供達へ B面 1. 青春の唄 2. 瀬戸の子守唄(ねこなしの唄) 3. フィールド・フォーク・ラグ 4. めぐりあい 5. 親父の人生 6. 音頭与三郎（岐阜県坂下民謡）          | LP       | ETP-9070            |                    |
| 2008年10月22日 | フィールド・フォーク Vol.1 FROM 中津川 1972年12月の我夢土下座リサイタルの録音。 A面 1. ほっちょせ節（中津川民謡） 2. 野茨と鳩 白秋詩集<野茨と鳩>より 3. 川下りブラック・ジャック 4. いの字の唄 5. 海に向って 6. 付知の子守唄 7. 私の子供達へ B面 1. 青春の唄 2. 瀬戸の子守唄(ねこなしの唄) 3. フィールド・フォーク・ラグ 4. めぐりあい 5. 親父の人生 6. 音頭与三郎（岐阜県坂下民謡）          | CD       | TOCT-26705          | 紙ジャケット仕様。 |
| 2013年7月10日  | フィールド・フォーク Vol.1 FROM 中津川 1972年12月の我夢土下座リサイタルの録音。 A面 1. ほっちょせ節（中津川民謡） 2. 野茨と鳩 白秋詩集<野茨と鳩>より 3. 川下りブラック・ジャック 4. いの字の唄 5. 海に向って 6. 付知の子守唄 7. 私の子供達へ B面 1. 青春の唄 2. 瀬戸の子守唄(ねこなしの唄) 3. フィールド・フォーク・ラグ 4. めぐりあい 5. 親父の人生 6. 音頭与三郎（岐阜県坂下民謡）          | 配信     | AAC 128/320kbps     |                    |
| 2013年7月10日  | フィールド・フォーク Vol.1 FROM 中津川 1972年12月の我夢土下座リサイタルの録音。 A面 1. ほっちょせ節（中津川民謡） 2. 野茨と鳩 白秋詩集<野茨と鳩>より 3. 川下りブラック・ジャック 4. いの字の唄 5. 海に向って 6. 付知の子守唄 7. 私の子供達へ B面 1. 青春の唄 2. 瀬戸の子守唄(ねこなしの唄) 3. フィールド・フォーク・ラグ 4. めぐりあい 5. 親父の人生 6. 音頭与三郎（岐阜県坂下民謡）          | 配信     | FLAC｜44.1kHz/16bit |                    |
| 2016年12月28日 | フィールド・フォーク Vol.1 FROM 中津川 1972年12月の我夢土下座リサイタルの録音。 A面 1. ほっちょせ節（中津川民謡） 2. 野茨と鳩 白秋詩集<野茨と鳩>より 3. 川下りブラック・ジャック 4. いの字の唄 5. 海に向って 6. 付知の子守唄 7. 私の子供達へ B面 1. 青春の唄 2. 瀬戸の子守唄(ねこなしの唄) 3. フィールド・フォーク・ラグ 4. めぐりあい 5. 親父の人生 6. 音頭与三郎（岐阜県坂下民謡）          | CD       | TOCT-8858           |                    |
| 1975年         | フィールド・フォーク Vol.2 FROM 中津川 1974年のフィールド・フォーク・コンサート（岐阜県坂下町）の録音。 A面 1. 川のほとり 2. 汽車 3. アイ・アイ～私の子供たちへ 4. おいで一緒に 5. うそつききつつき（THE FIBBER PECKER） 6. 私に人生といえるものがあるなら 7. デコ坊よ 中津川のわらべうたより B面 1. 小さな町 2. 坂下の子守唄 3. 時はながれて 4. 君かげ草 5. わが大地のうた                   | LP       | ETP-72038           |                    |
| 2008年10月22日 | フィールド・フォーク Vol.2 FROM 中津川 1974年のフィールド・フォーク・コンサート（岐阜県坂下町）の録音。 A面 1. 川のほとり 2. 汽車 3. アイ・アイ～私の子供たちへ 4. おいで一緒に 5. うそつききつつき（THE FIBBER PECKER） 6. 私に人生といえるものがあるなら 7. デコ坊よ 中津川のわらべうたより B面 1. 小さな町 2. 坂下の子守唄 3. 時はながれて 4. 君かげ草 5. わが大地のうた                   | CD       | TOCT-26706          | 紙ジャケット仕様。 |
| 1976年         | フィールド・フォーク Vol.3 FROM 飛騨・山之口小学校～丘の上の校舎 A面 1. あいうえおとも・おともだち 2. なーむ・なーめん・なーらん 3. 私に人生と言えるものがあるなら 4. とんび 5. なんで、 6. 丘の上の校舎 7. へのちから B面 1. みんなでうたおう 2. ほっちょせ節 3. サカナか デベソか カイジュウか 4. お月さまいくつ 5. 朝の四時ごろ 6. おじいさんの古時計 7. 校長先生 ブテンの話 8. しゃぼん玉 | LP       | ETP-63002           |                    |
| 2016年12月28日 | フィールド・フォーク Vol.3 FROM 飛騨・山之口小学校～丘の上の校舎 A面 1. あいうえおとも・おともだち 2. なーむ・なーめん・なーらん 3. 私に人生と言えるものがあるなら 4. とんび 5. なんで、 6. 丘の上の校舎 7. へのちから B面 1. みんなでうたおう 2. ほっちょせ節 3. サカナか デベソか カイジュウか 4. お月さまいくつ 5. 朝の四時ごろ 6. おじいさんの古時計 7. 校長先生 ブテンの話 8. しゃぼん玉 | CD       | UPCY7219            |                    |

その他
| 発売日       | タイトル | 規格     | 規格品番        |
| 東芝音工     | 東芝音工 | 東芝音工 | 東芝音工        |
| ------------ | --- | -------- | --------------- |
| 2020年3月4日 | 1972 Concert KBS Kyoto Incredible Tapes KBS京都・秘蔵音源シリーズ""-KBS KYOTO INCREDIBLE TAPES-""第1弾。 1周年リサイタル(1972年2月6日、京都・シルクホール 司会:山崎弘士)の模様を収録。 Disc1 1. 私を待つ人がいる 2. 兄妹心中 3. 別れの恋唄 4. 陽気に行こう 5. 花嫁 6. 家をつくるなら 7. 柄パン人生 8. 下駄のブレイクダウン 9. あの娘のひざまくら 10. 音頭与三郎 11. 近江の子守唄 Disc2 1. 悲しきディスクジョッキー 2. 座頭市の歌 3. リターン・トゥ・パラダイス 4. キーストン・ブルース 5. よそ者のブルース 6. ミッドナイト・スペシャル 7. 時には化粧を変えてごらんなさい 8. ひとりぼっちの裸の子ども 9. たづるさん Disc3 1. ナターシャーのテーマ 2. オールド・ジョー・クラーク 3. ひとり旅 4. サンサンサン 5. 別れの恋唄 その1 6. フォギー・マウンテン・ブレイクダウン 7. クレメンティ:ソナチネ36番 8. デイブレイク・イン・デキシー 9. 想い出の赤いヤッケ 10. ほっちょせ節 11. ランブリング・ボーイ 12. 春を待つ少女 13. ヘイ・ヘイ・ヘイ 14. ひとり旅 | CD       | FJSP384/386     |
| 2020年3月4日 | 1972 Concert KBS Kyoto Incredible Tapes KBS京都・秘蔵音源シリーズ""-KBS KYOTO INCREDIBLE TAPES-""第1弾。 1周年リサイタル(1972年2月6日、京都・シルクホール 司会:山崎弘士)の模様を収録。 Disc1 1. 私を待つ人がいる 2. 兄妹心中 3. 別れの恋唄 4. 陽気に行こう 5. 花嫁 6. 家をつくるなら 7. 柄パン人生 8. 下駄のブレイクダウン 9. あの娘のひざまくら 10. 音頭与三郎 11. 近江の子守唄 Disc2 1. 悲しきディスクジョッキー 2. 座頭市の歌 3. リターン・トゥ・パラダイス 4. キーストン・ブルース 5. よそ者のブルース 6. ミッドナイト・スペシャル 7. 時には化粧を変えてごらんなさい 8. ひとりぼっちの裸の子ども 9. たづるさん Disc3 1. ナターシャーのテーマ 2. オールド・ジョー・クラーク 3. ひとり旅 4. サンサンサン 5. 別れの恋唄 その1 6. フォギー・マウンテン・ブレイクダウン 7. クレメンティ:ソナチネ36番 8. デイブレイク・イン・デキシー 9. 想い出の赤いヤッケ 10. ほっちょせ節 11. ランブリング・ボーイ 12. 春を待つ少女 13. ヘイ・ヘイ・ヘイ 14. ひとり旅 | 配信     | AAC 128/320kbps |

#### ベスト・アルバム
| 発売日         | タイトル | レーベル                 | 規格 | 規格品番            |
| -------------- | --- | ------------------------ | ---- | ------------------- |
| 1995年2月22日  | ビッグ・アーティスト・ベスト・コレクション 1. ナターシャのテーマ 2. 私を待つ人がいる 3. 陽気に行こう 4. 別れの恋唄 その2 5. ホーム・スイート・ホーム（Inst.) 6. デキシー・ブレイク・ダウン（Inst.) 7. 十字架に帰ろう 8. さよならが言えない 9. 103人のバラード 10. お酒の歌 11. 谷間の虹 12. 涙色の星 13. ザブリザンブ3人男 14. ぼくの子犬 15. わが大地のうた 16. 青春の歌 -さよなら- 17. サンフランシスコ・ベイ・ブルース 18. ランブリン・ボーイ 19. ほっちょせ節 20. 音頭与三郎 21. さらばジャマイカ 22. ウリリ・エ 23. 彼を待ちながら 24. 想い出の赤いヤッケ | 東芝EMI                  | CD   | TOCT-8839           |
| 2013年7月10日  | ビッグ・アーティスト・ベスト・コレクション 1. ナターシャのテーマ 2. 私を待つ人がいる 3. 陽気に行こう 4. 別れの恋唄 その2 5. ホーム・スイート・ホーム（Inst.) 6. デキシー・ブレイク・ダウン（Inst.) 7. 十字架に帰ろう 8. さよならが言えない 9. 103人のバラード 10. お酒の歌 11. 谷間の虹 12. 涙色の星 13. ザブリザンブ3人男 14. ぼくの子犬 15. わが大地のうた 16. 青春の歌 -さよなら- 17. サンフランシスコ・ベイ・ブルース 18. ランブリン・ボーイ 19. ほっちょせ節 20. 音頭与三郎 21. さらばジャマイカ 22. ウリリ・エ 23. 彼を待ちながら 24. 想い出の赤いヤッケ | -                        | 配信 | AAC 128/320kbps     |
| 2013年7月10日  | ビッグ・アーティスト・ベスト・コレクション 1. ナターシャのテーマ 2. 私を待つ人がいる 3. 陽気に行こう 4. 別れの恋唄 その2 5. ホーム・スイート・ホーム（Inst.) 6. デキシー・ブレイク・ダウン（Inst.) 7. 十字架に帰ろう 8. さよならが言えない 9. 103人のバラード 10. お酒の歌 11. 谷間の虹 12. 涙色の星 13. ザブリザンブ3人男 14. ぼくの子犬 15. わが大地のうた 16. 青春の歌 -さよなら- 17. サンフランシスコ・ベイ・ブルース 18. ランブリン・ボーイ 19. ほっちょせ節 20. 音頭与三郎 21. さらばジャマイカ 22. ウリリ・エ 23. 彼を待ちながら 24. 想い出の赤いヤッケ | -                        | 配信 | FLAC｜44.1kHz/16bit |
| 2016年12月28日 | シングル・コレクション(「シングル文庫」+8) 1. 私に人生と言えるものがあるなら (シングル文庫 あき 1号) 2. ロンドンデリー・エアー (シングル文庫 あき 1号) 3. 時には化粧を変えてごらんなさい (シングル文庫 ふゆ 2号) 4. ソルジャーズ・ジョイ (シングル文庫 ふゆ 2号) 5. 春を待つ少女 (シングル文庫 はる 3号) 6. スティング\|イモ・イモ・ホクイキ\|ウリリ・エ (シングル文庫 はる 3号) 7. 明日になればね (シングル文庫 つゆ 4号) 8. オールド・ブラック・チューチュー (シングル文庫 つゆ 4号) 9. 君よそよ風になれ (シングル文庫 なつ 5号) 10. ジョギング・ソング・フォー・ユー (シングル文庫 なつ 5号) 11. 街 (シングル文庫 ゆき 6号) 12. 陽気に行こう (シングル文庫 ゆき 6号) 13. 孤独のマラソン・ランナー 14. くちづけ 15. 想い出の赤いヤッケ ≪’77年の新録音≫ 16. ユメカシーラ 17. バッファロー・ドリーム 18. Oh!! 草野球 19. みなとのマーチ 20. 大阪四季音頭 | ユニバーサルミュージック | CD   | UPCY-7225           |

107 SONG BOOKシリーズ
| 発売日                             | タイトル | 規格                               | 規格品番                           |
| 東芝EMI/ユニバーサル・ミュージック | 東芝EMI/ユニバーサル・ミュージック | 東芝EMI/ユニバーサル・ミュージック | 東芝EMI/ユニバーサル・ミュージック |
| ---------------------------------- | --- | ---------------------------------- | ---------------------------------- |
| 1976年                             | Vol.1 陽気に行こう。オリジナル・カーター・ファミリーをお手本に編 A面 1. 私を待つ人がいる 2. 今宵恋に泣く 3. 柳の木の下に 4. あなたを恋しています 5. 別れの恋唄 その1 6. 別れの恋唄 その2 7. 丘の上の校舎 8. 高い山に登って B面 1. ひとり旅 2. 陽気に行こう 3. わらぶきの屋根 4. 森かげの花 5. どこにいればいいんだろう 6. 海の嵐 7. 青い海のお墓 8. ワルツを踊りましょう | LP                                 | ETP-63002                          |
| 2017年1月25日                      | Vol.1 陽気に行こう。オリジナル・カーター・ファミリーをお手本に編 A面 1. 私を待つ人がいる 2. 今宵恋に泣く 3. 柳の木の下に 4. あなたを恋しています 5. 別れの恋唄 その1 6. 別れの恋唄 その2 7. 丘の上の校舎 8. 高い山に登って B面 1. ひとり旅 2. 陽気に行こう 3. わらぶきの屋根 4. 森かげの花 5. どこにいればいいんだろう 6. 海の嵐 7. 青い海のお墓 8. ワルツを踊りましょう | CD                                 | UPCY-7230                          |
| 1977年                             | Vol.2 フォギー・マウンテン・ブレイク・ダウン。5弦バンジョー・ワーク・ショップ編 A面 1. チューニング 2. 基本リズム 3. スリー・フィンガー・ピッキング 4. オルタネイティング・サム・ピッキング 5. スラー 6. ハンマリング・オン 7. プリング・オン 8. フォワード・ロール 9. 音階練習 10. バック・アップ 11. チョーキング 12. ハーモニック・チャイム 13. フィル・イン・リックス 14. リード・イン 15. エンディング・パターン 16. クリップル・クリーク B面 1. ロンサム・ロード・ブルース 2. カンバーランド・ギャップ 3. ホーム・スィート・ホーム 4. 柳の木の下に 5. デキシー・ブレーク・ダウン 6. わらの中の七面鳥 7. ニュー・オリンズの闘い 8. 黒いいちごの花 9. おじいさんの古時計 10. ナッシュビル・ブルース 11. 蛍の光 12. キラキラ星 13. ファイアー・ボール・メイル 14. ビューグル・コール・ラグ 15. フォギー・マウンテン・ブレイク・ダウン 16. デュリック・バンジョー                                                            | LP                                 | ETP-63003                          |
| 2017年1月25日                      | Vol.2 フォギー・マウンテン・ブレイク・ダウン。5弦バンジョー・ワーク・ショップ編 A面 1. チューニング 2. 基本リズム 3. スリー・フィンガー・ピッキング 4. オルタネイティング・サム・ピッキング 5. スラー 6. ハンマリング・オン 7. プリング・オン 8. フォワード・ロール 9. 音階練習 10. バック・アップ 11. チョーキング 12. ハーモニック・チャイム 13. フィル・イン・リックス 14. リード・イン 15. エンディング・パターン 16. クリップル・クリーク B面 1. ロンサム・ロード・ブルース 2. カンバーランド・ギャップ 3. ホーム・スィート・ホーム 4. 柳の木の下に 5. デキシー・ブレーク・ダウン 6. わらの中の七面鳥 7. ニュー・オリンズの闘い 8. 黒いいちごの花 9. おじいさんの古時計 10. ナッシュビル・ブルース 11. 蛍の光 12. キラキラ星 13. ファイアー・ボール・メイル 14. ビューグル・コール・ラグ 15. フォギー・マウンテン・ブレイク・ダウン 16. デュリック・バンジョー                                                            | CD                                 | UPCY-7231                          |
| 1977年                             | Vol.3 陽のあたる道。オールド・タイミー＆ブルーグラス編 A面 1. 私に人生と言えるものがあるなら 2. 陽のあたる道 3. オールド・ジョー・クラーク 4. ブラック・マウンテン・ラグ 5. 土の中のビリー 6. 十字架に帰ろう 7. 愛の小舟 8. 天国の岸辺 B面 1. 日高の山 2. さよならが言えない 3. ふるさとの風 4. 9ポンドのハンマー 5. デキシー・ブレイク・ダウン 6. デイ・ブレイク・イン・デキシー 7. フォギー・マウンテン・ブレイク・ダウン 8. 45号列車 | LP                                 | ETP-63004                          |
| 2017年1月25日                      | Vol.3 陽のあたる道。オールド・タイミー＆ブルーグラス編 A面 1. 私に人生と言えるものがあるなら 2. 陽のあたる道 3. オールド・ジョー・クラーク 4. ブラック・マウンテン・ラグ 5. 土の中のビリー 6. 十字架に帰ろう 7. 愛の小舟 8. 天国の岸辺 B面 1. 日高の山 2. さよならが言えない 3. ふるさとの風 4. 9ポンドのハンマー 5. デキシー・ブレイク・ダウン 6. デイ・ブレイク・イン・デキシー 7. フォギー・マウンテン・ブレイク・ダウン 8. 45号列車 | CD                                 | UPCY-7232                          |
| 1977年                             | Vol.4 きれいな娘さん。ニュー・ロスト・シティ・ランブラーズ編 A面 1. きれいな娘さん 2. 夜明けを待ちながら 3. あの娘のひざまくら 4. 103人のバラード 5. 恋はうつり気 6. ホーム・スイート・ホームという歌をつくったのは独身の男性だったにちがいないという歌 7. お酒の歌 8. 海に向かって B面 1. れー子ちゃん 2. フレイト・トレイン 3. 船のり唄 4. 兵士と娘 5. すずめの唄 6. ギャンブリン・マン 7. ヴィクトリー・ラグ 8. サタディ・ナイト | LP                                 | ETP-63005                          |
| 2017年1月25日                      | Vol.4 きれいな娘さん。ニュー・ロスト・シティ・ランブラーズ編 A面 1. きれいな娘さん 2. 夜明けを待ちながら 3. あの娘のひざまくら 4. 103人のバラード 5. 恋はうつり気 6. ホーム・スイート・ホームという歌をつくったのは独身の男性だったにちがいないという歌 7. お酒の歌 8. 海に向かって B面 1. れー子ちゃん 2. フレイト・トレイン 3. 船のり唄 4. 兵士と娘 5. すずめの唄 6. ギャンブリン・マン 7. ヴィクトリー・ラグ 8. サタディ・ナイト | CD                                 | UPCY-7233                          |
| 1977年                             | Vol.5 春を待つ少女。オリジナル・ソング編 A面 1. 明日になればね 2. 谷間の虹 3. 春を待つ少女 4. 旅 5. 街 6. 京都まつり音頭 7. たづるさん 8. 涙色の星 B面 1. そして秋 2. 君かげ草 3. 浜木綿咲いて 4. 夏休み 5. びっくりぶれいく団 6. 川下りブラック・ジャック 7. うそつききつつき 8. つづれさせかとうさせ | LP                                 | ETP-63006                          |
| 2017年1月25日                      | Vol.5 春を待つ少女。オリジナル・ソング編 A面 1. 明日になればね 2. 谷間の虹 3. 春を待つ少女 4. 旅 5. 街 6. 京都まつり音頭 7. たづるさん 8. 涙色の星 B面 1. そして秋 2. 君かげ草 3. 浜木綿咲いて 4. 夏休み 5. びっくりぶれいく団 6. 川下りブラック・ジャック 7. うそつききつつき 8. つづれさせかとうさせ | CD                                 | UPCY-7234                          |
| 1978年                             | Vol.6 ハンぷティ・ダンぷティ。マザーグース編 A面 1. 外に出て遊ぼう 2. ボビー・シャフトー 3. 男の子はなんでできてる 4. フクロウとコネコ 5. ガァ ガァ ガチョウさん 6. 6ペンスのうた（黒つぐみ） 7. コケコッコ 8. ふりこ時計 9. ネコとフィドル 10. ぼくの子犬 11. やかんをのっけてよ 12. ホット・クロス・バン 13. ひとつ ふたつ 14. はさみと糸 15. タッカーくん 16. まき毛の娘さん 17. シーソー・サクラダン 18. ラベンダー・ブルー 19. スカボロ・フェア 20. テント虫 21. むすこのジョン B面 1. 泣き虫くん 2. ちびのウィンキー 3. 笛吹きトム 4. ジャック・ホーナー 5. ジョージィ・ポージィ 6. ハンプティ・ダンプティ 7. のんきなサイモン 8. いじけた男 9. ザブリザンブ3人男 10. マフィン・マン（パン焼きおじさん） 11. ドクター・フォスター 12. コールの王さま 13. ディー川の粉屋 14. 踊りましょう おとうさん 15. このぶた買いもの 16. ひつじさん 17. こまどりさん 18. カラス 19. お星さま 20. ねむれよぼうや 21. ゆらゆらゆりかご | LP                                 | ETP-63007                          |
| 2017年1月25日                      | Vol.6 ハンぷティ・ダンぷティ。マザーグース編 A面 1. 外に出て遊ぼう 2. ボビー・シャフトー 3. 男の子はなんでできてる 4. フクロウとコネコ 5. ガァ ガァ ガチョウさん 6. 6ペンスのうた（黒つぐみ） 7. コケコッコ 8. ふりこ時計 9. ネコとフィドル 10. ぼくの子犬 11. やかんをのっけてよ 12. ホット・クロス・バン 13. ひとつ ふたつ 14. はさみと糸 15. タッカーくん 16. まき毛の娘さん 17. シーソー・サクラダン 18. ラベンダー・ブルー 19. スカボロ・フェア 20. テント虫 21. むすこのジョン B面 1. 泣き虫くん 2. ちびのウィンキー 3. 笛吹きトム 4. ジャック・ホーナー 5. ジョージィ・ポージィ 6. ハンプティ・ダンプティ 7. のんきなサイモン 8. いじけた男 9. ザブリザンブ3人男 10. マフィン・マン（パン焼きおじさん） 11. ドクター・フォスター 12. コールの王さま 13. ディー川の粉屋 14. 踊りましょう おとうさん 15. このぶた買いもの 16. ひつじさん 17. こまどりさん 18. カラス 19. お星さま 20. ねむれよぼうや 21. ゆらゆらゆりかご | CD                                 | UPCY-7235                          |
| 1978年                             | Vol.7 山と川。フィールド・フォーク編 A面 1. 山と川-おいで一緒に- 2. めぐりあい 3. 付知の子守唄 4. 瀬戸の子守唄 5. 坂下の子守唄 6. 私の子供達へ-父さんの子守唄- B面 1. 野茨と鳩 2. わが大地のうた 3. デコ坊よ 4. 朝の四時ごろ（全集及び、CDには未収録） 5. 奥名田小学校校歌 6. 川のほとり 7. 青春の歌-さよなら- | LP                                 | ETP-63008                          |
| 2017年1月25日                      | Vol.7 山と川。フィールド・フォーク編 A面 1. 山と川-おいで一緒に- 2. めぐりあい 3. 付知の子守唄 4. 瀬戸の子守唄 5. 坂下の子守唄 6. 私の子供達へ-父さんの子守唄- B面 1. 野茨と鳩 2. わが大地のうた 3. デコ坊よ 4. 朝の四時ごろ（全集及び、CDには未収録） 5. 奥名田小学校校歌 6. 川のほとり 7. 青春の歌-さよなら- | CD                                 | UPCY-7236                          |
| 1978年                             | Vol.8 お！スザンナ。アメリカの古い歌編 A面 1. 口笛ふきのジプシー 2. オー・スザンナ 3. ミッドナイト・スペシャル 4. 疲れた靴 5. 朝の雨 6. 帰る時は夜 B面 1. サンフランシスコ・ベイ・ブルース 2. 小さなおまえに 3. ミ・アモール・ミ・コラソン 4. 綿つみの歌 5. 腰まで泥まみれ 6. ランブリン・ボーイ 7. あの国は君の国 | LP                                 | ETP-63009                          |
| 2017年1月25日                      | Vol.8 お！スザンナ。アメリカの古い歌編 A面 1. 口笛ふきのジプシー 2. オー・スザンナ 3. ミッドナイト・スペシャル 4. 疲れた靴 5. 朝の雨 6. 帰る時は夜 B面 1. サンフランシスコ・ベイ・ブルース 2. 小さなおまえに 3. ミ・アモール・ミ・コラソン 4. 綿つみの歌 5. 腰まで泥まみれ 6. ランブリン・ボーイ 7. あの国は君の国 | CD                                 | UPCY-7237                          |
| 1978年                             | Vol.9 八丈太鼓ばやし。地方の古い歌編 A面 1. 八丈太鼓ばやし 2. どだればち（津軽甚句） 3. おーわいやれ 4. 八戸小唄 5. そんでこ節 6. 外山節（そとやまぶし） 7. ほっちょせ節 B面 1. 音頭与三郎 2. そーらん節 3. 鉄砲獅子踊り唄 4. 白峰かんこ踊り 5. 酒造り唄（秋洗い唄～風呂上り唄） 6. 博多どんたくばやし 7. 長崎法界節 8. 西武門節（にっしんじょうぶし） | LP                                 | ETP-63010                          |
| 2017年1月25日                      | Vol.9 八丈太鼓ばやし。地方の古い歌編 A面 1. 八丈太鼓ばやし 2. どだればち（津軽甚句） 3. おーわいやれ 4. 八戸小唄 5. そんでこ節 6. 外山節（そとやまぶし） 7. ほっちょせ節 B面 1. 音頭与三郎 2. そーらん節 3. 鉄砲獅子踊り唄 4. 白峰かんこ踊り 5. 酒造り唄（秋洗い唄～風呂上り唄） 6. 博多どんたくばやし 7. 長崎法界節 8. 西武門節（にっしんじょうぶし） | CD                                 | UPCY-7238                          |
| 1979年                             | Vol.10 道。世界のうた編 A面 1. 花祭り（カルナバル） 2. ウリリ・エ 3. アプアナ 4. ラウパホエホエ・フラ 5. 誰か 6. 川舟こぎの唄 B面 1. アイリッシュ・フィドル・チューン 2. 娘の便り（娘から母へのバカンス便り） 3. さらばジャマイカ 4. ノードル河辺 5. グァンタナメラ 6. 道 | LP                                 | ETP-63011                          |
| 2017年1月25日                      | Vol.10 道。世界のうた編 A面 1. 花祭り（カルナバル） 2. ウリリ・エ 3. アプアナ 4. ラウパホエホエ・フラ 5. 誰か 6. 川舟こぎの唄 B面 1. アイリッシュ・フィドル・チューン 2. 娘の便り（娘から母へのバカンス便り） 3. さらばジャマイカ 4. ノードル河辺 5. グァンタナメラ 6. 道 | CD                                 | UPCY-7239                          |
| 1979年                             | Vol.11 「想い出の赤いヤッケ。」完結編 A面 1. 孤独のマラソン・ランナー 2. ナターシャーのテーマ 3. 彼を待ちながら 4. パン売りのロバさん 5. 近江の子守唄 6. 八ヶ岳 7. 想い出の赤いヤッケ B面 1. おじいさんの古時計 2. コリーナ・コリーナ 3. 茶色の小瓶 4. はじめて来た街 5. よそ者のブルース 6. ヘイ・ヘイ・ヘイ | LP                                 | ETP-63012                          |
| 2017年1月25日                      | Vol.11 「想い出の赤いヤッケ。」完結編 A面 1. 孤独のマラソン・ランナー 2. ナターシャーのテーマ 3. 彼を待ちながら 4. パン売りのロバさん 5. 近江の子守唄 6. 八ヶ岳 7. 想い出の赤いヤッケ B面 1. おじいさんの古時計 2. コリーナ・コリーナ 3. 茶色の小瓶 4. はじめて来た街 5. よそ者のブルース 6. ヘイ・ヘイ・ヘイ | CD                                 | UPCY-7240                          |
| 1979年                             | 107 SONG BOOK全集 揮発の11枚セット ＋シリーズ完成記念発表会コンサート版付き A面 1. (オープニング・メンバー紹介) 2. 陽気に行こう 3. MC 4. 陽のあたる道 5. MC 6. 夜明けを待ちながら 7. MC 8. フォギー・マウンテン・ブレイク・ダウン 9. MC 10. そして秋 B面 1. MC 2. MC（シリーズ・アルバム・ジャケットについて） 3. MC 4. オー・スザンナ 5. MC～八丈太鼓ばやし（その1） 6. 八丈太鼓ばやし（その2） 7. MC 8. 道 9. MC 10. ヘイ・ヘイ・ヘイ | LP                                 | ETP-50061-71                       |
| 2017年1月25日                      | 107 SONG BOOK全集 揮発の11枚セット ＋シリーズ完成記念発表会コンサート版付き A面 1. (オープニング・メンバー紹介) 2. 陽気に行こう 3. MC 4. 陽のあたる道 5. MC 6. 夜明けを待ちながら 7. MC 8. フォギー・マウンテン・ブレイク・ダウン 9. MC 10. そして秋 B面 1. MC 2. MC（シリーズ・アルバム・ジャケットについて） 3. MC 4. オー・スザンナ 5. MC～八丈太鼓ばやし（その1） 6. 八丈太鼓ばやし（その2） 7. MC 8. 道 9. MC 10. ヘイ・ヘイ・ヘイ | LP                                 | UPCY7241                           |